# 오구환
오구환(吳龜煥, 1958년 3월 13일 ~ )은 대한민국의 제8·9대 경기도의원이었다. 경기도 가평군 하면 출신이다.

## 학력
- 조총국민학교 졸업
- 조종중학교 졸업
- 조종고등학교 졸업
- 한국방송통신대학교 경영학과 학사 졸업

### 비학위 수료
- 강원대학교 정보과학행정대학원 행정학과 행정학 석사 수료

## 경력
- 가평군 관내 농협 20년 근무
- 가평군 농협 조합장 8년 근무
- 새누리당 경기도당 여주시·양평군·가평군 당원협의회 부위원장
- 2013.04 ~ 2014.06 제8대 경기도의회 의원
- 2013.04 ~ 2014.06 제8대 경기도의회 후반기 농림수산위원회 위원
- 민주평화통일자문회의 자문위원
- 가평군 지체장애인협회 자문위원장
- 2014.07 ~ 2018.06 제9대 경기도의회 의원
- 2014.07 ~ 2016.07 제9대 경기도의회 전반기 문화체육관광위 간사
- 2014.11 ~ 2015.02 제9대 경기도의회 수도권상생협력특별위원회 위원
- 2016.07 ~ 2018.06 제9대 경기도의회 후반기 안전행정위원회 위원장

## 역대 선거 결과
|  | 50.02% |

|  | 40.52% |